# Abbaye Notre-Dame du Reclus
Pour les articles homonymes, voir Reclus.
L’abbaye-Notre-Dame-du-Reclus ou Sancta Maria de Recluso, fondée au XIIe siècle, est une ancienne abbaye d'hommes de l'ordre de Cîteaux, du diocèse de Troyes (Châlons-en-Champagne), commune de Talus-Saint-Prix, canton de Montmort, arrondissement d’Épernay, fondée sous l'invocation de la Vierge par Hugues-le-Reclus ou Hugo reclusus, Abbé de Notre-Dame du Reclus près de Sézanne.

## Fondation
L’abbaye du Reclus fut fondée par saint Bernard vers 1142 autour de l’ermitage du Bienheureux Hugo Reclusus, qui donna son nom à l’abbaye, à partir d'une terre appelée la Fontaine de Béline qui lui a été donnée par Simon Ier de Broyes en 1136. Hugues-le-Reclus se retira tout d'abord en un lieu aride de la paroisse de Saint-Prix appelé Fons Balimi vers 1128-1130, à l'écart du monde, bientôt suivi de quelques compagnons. Il est question de lui dans le cartulaire de l’abbaye Saint-Pierre-d'Oyes (canton de Sézanne) au sujet de la vente d'un étang et d'un terrain à l'abbaye du Reclus en 1176 par le comte Hugues de Baye qui confirme ainsi la donation par son oncle Simon de ses droits sur la forêt de Talu à l'abbaye de Reclus, en raison de la très grande pauvreté de celle-ci. Cette abbaye entra alors dans la filiation de l’abbaye de Vauclair. Hugues-le-Reclus mourut peut-être cette année-là. Après sa mort, les villageois entretinrent son souvenir en faisant brûler une lampe allumée sur son tombeau.

## Architecture et description
Les bâtiments subsistants de l'abbaye sont protégés au titre des monuments historiques par plusieurs arrêtés :
- façades et toitures des bâtiments conventuels du XVIIIe siècle, chapelle et vestiges du cloître inscrits par arrêté du 22 février 1968 ;
- galerie est du cloître classée partiellement par arrêté du 13 novembre 1980 puis totalement par arrêté du 19 décembre 2012 ;
- vestiges des ailes sud et ouest du cloître inscrits par arrêté du 12 janvier 2012.

## Filiation est dépendances
Notre-Dame du Reclus est fille de l'abbaye de Vauclair